# Distretto di Bychaŭ
Il distretto di Bychaŭ (in bielorusso Быхаўскі раён?) è un distretto (raën) della Bielorussia appartenente alla regione di Mahilëŭ.